# تریتون (قمر)
تریتون (به انگلیسی: Triton) (ˈtraɪtən, یونانی Τρίτων) بزرگ‌ترین ماه طبیعی نپتون است، و در ۱۰ اکتبر ۱۸۴۶ توسط ویلیام لاسل کشف شد. این ماه تنها ماه سامانهٔ خورشیدی است که مدار پس‌رونده دارد. مدار تریتون مخالف مدار سیارهٔ نپتون است. تریتون ۲٬۷۰۰ کیلومتر قطر دارد و به همین دلیل هفتمین قمر بزرگ سامانهٔ خورشیدی است. تریتون از نظر میزان جرم و حجم، شانزدهمین جسم در سامانهٔ خورشیدی است.
حتی قمرهای اروپا و انسلادوس سرد با میانگین دمای سطحی حدود ۱۰۰ و ۷۵ درجه کلوین (۱۷۳- و ۱۹۸- درجه سانتی‌گراد)، در مقایسه با بزرگ‌ترین قمر نپتون، تریتون، با دمایی حدود ۴۰ درجه کلوین (۲۳۰- درجه سانتی‌گراد)، بهشتی معتدل محسوب می‌شوند. سطح تریتون توسط یخ‌های عجیب و خوش‌رنگی که مخلوطی از آب، نیتروژن و متان است، منجمد شده‌است.
با این وجود، چنین دنیای یخ‌زده‌ای به طرز شگفت‌آوری زنده‌است. چشمه‌های آب گرم هنگامی‌که نور خورشید رسوبات فرار نیتروژن را تبخیر می‌کند، در سطح این قمر فوران می‌کنند. در نتیجه اتمسفر رقیقی از نیتروژن شکل می‌گیرد که با ایجاد ابرهایی در آسمان این سیاره، الگویی شبیه تغییرات فصلی را در تریتون شکل می‌دهد.
مانند اروپا و انسلادوس، تریتون نیز سطحی صاف با تعداد اندکی دهانهٔ آتشفشانی دارد. چنین سیمای صافی نشان می‌دهد که این قمر بسیار جوان است و احتمالاً در مقایسه با ماه پیر زمین با بیش از ۴ میلیارد سال سن، کمتر از ۱۰ میلیون سال عمر دارد. تصور می‌شود که چشمه‌های جوان سطح تریتون، در واقع آتشفشان‌هایی هستند که گدازهٔ سردی از آب و آمونیاک مایع را به بیرون پرتاب می‌کند. در نتیجه انجماد این فوران‌ها، سطح قمر به‌طور پیوسته با یخ تازه پوشانده می‌شود که نشانه‌های گذر عمر را از سطح تریتون پاک می‌کند.
این احتمال وجود دارد که تریتون زمانی مانند پلوتو یک سیارهٔ کوتوله بوده، و مستقل از نپتون به دور خورشید می‌چرخیده‌است. در واقع تریتون هم اندازهٔ پلوتو است و ترکیبی مشابه آن دارد که این فکر را به ذهن متبادر می‌کند که منشأ هر دو آن‌ها یکی است، اما دلیل قاطعی بر رد این نظریه وجود دارد. جهت گردش تریتون به دور نپتون، برخلاف جهت گردش نپتون است. در نتیجه غیرممکن است که تریتون از همان ابر گاز و غباری شکل گرفته باشد که نپتون را به وجود آورده‌است. در عوض این احتمال وجود دارد که تریتون توسط جاذبه نپتون به دام افتاده باشد.
به دام انداختن چنین جسم بزرگی خیلی کار سختی نیست. این امکان وجود دارد که تریتون با یکی از اقمار نپتون برخورد کرده باشد و در اثر کند شدن سرعت حرکتش، توسط جاذبهٔ نپتون گرفتار شده‌است. نظریهٔ محتمل‌تر این است که تریتون زندگی خود را از یک جفت دوتایی سیارهٔ کوتوله آغاز کرده باشد. هنگامی که این جفت دوتایی با جاذبهٔ نپتون روبه‌رو شده‌اند، یکی از آن‌ها با سرعت بالایی به بیرون پرتاب شده و تریتون را پشت سر خود جا گذاشته‌است.
تریتون افزون بر اینکه در جای خود یک قمر جالب توجه‌است، می‌تواند تصویر مبهمی از تمام سیارات کوتوله کشف نشده را مانند اریس (Eris)، ماکی‌ماکی(Makemake)، هائومیا(Haumea) و بسیاری دیگر از این سیارات سرگردان در فضای خارج از منظومهٔ شمسی، در اختیار ما قرار دهد.